# Rivière Ditton
Rivière Ditton är ett vattendrag i Kanada.   Det ligger i provinsen Québec, i den sydöstra delen av landet, 400 km öster om huvudstaden Ottawa.
I omgivningarna runt Rivière Ditton växer i huvudsak blandskog. Runt Rivière Ditton är det mycket glesbefolkat, med 2 invånare per kvadratkilometer.